# Archibald Henry Sayce
Archibald Henry Sayce (* 25. September 1845 in Shirehampton nahe Bristol; † 4. Februar 1933 in Bath) war britischer Altorientalist und Archäologe. 1891 wurde er der erste Professor für Assyriologie in Oxford und blieb bis 1919 in dieser Stellung. Er gehört in die Ahnenreihe großer britischer Altertumskundler.

A. H. Sayce 1845–1933

## Leben
Sayce war der Sohn von Mary und Henry Samuel Sayce, einem Pfarrer. Als Kind litt er an Tuberkulose und wurde zu Hause unterrichtet. Er war ein begabtes Kind und studierte bereits mit 10 Jahren Vergil und Xenophon; Hebräisch begann er mit 14 Jahren zu lernen. Sayce las als Oberschüler die Veröffentlichungen der Keilschrift-Entzifferer Georg Friedrich Grotefend, Henry Creswicke Rawlinson, Edward Hincks, William Henry Fox Talbot und Jules Oppert und schon als junger Student hatte er sich das Rüstzeug für die keilschriftkundlichen Fächer angeeignet. 1865 begann er sein Studium am Queen’s College in Oxford, das er 1869 mit einem B.A. abschloss. Im gleichen Jahr wurde er Fellow of Queen’s. Ein Jahr später wurde er Tutor am College. 1870 wurde er zum Priester der Church of England geweiht. Von 1891 bis 1915 war Sayce Professor der Assyriologie in Oxford. Er etablierte die Assyriologie wie auch die Hethitologie in Großbritannien.
Seine erste Arbeit über Keilschriften publizierte er bereits 1870 unter dem Titel An Accadian Seal im Journal of Philology. Zu seinen frühen Werken gehören ebenfalls: Assyrian Grammar (1872) und Elementary Grammar with Reading-Book of the Assyrian Languages (1875) sowie Lectures upon the Assyrian Language and Syllabar (1877). Durch Vorlesungen in der 1870 gegründeten Society of Biblical Archaeology und wöchentlichen Beiträge in The Times und New York Independent hatte Sayce sich bereits als Autorität auf diesem Gebiet einen Namen gemacht. Zu den Mitgliedern der Society gehörten unter anderen Edwin Norris, Hormuzd Rassam, William Henry Fox Talbot und George Smith, die sich ebenfalls mit Keilschrifttexten befassten. Für die Universität von Oxford war er ab 1874 für ein Jahrzehnt Vertreter in der Old Testament Revision Company.
1876 wurde Sayce Deputy Professor für Philologie und publizierte das zweibändige Werk Introduction to the science of language.
Während dieser Zeit nahm er häufig Forschungsurlaub und reiste ausgiebig durch Europa und Asien, den Fernen Osten, Nordafrika sowie Nord- und Südamerika.
1929 wurde er zum Ehrenmitglied der British Academy gewählt.

## Die Inschriften von Van
Archibald Henry Sayce veröffentlichte 1882 einen sensationellen Aufsatz in The Journal of the Royal Asiatic Society, in welchem er die urartäischen Keilschrift-Inschriften von Van umfassend behandelte und entzifferte. In diesem Artikel stellte er auch eine neue geografische und zeitliche Bestimmung von Manna vor, das vorher bei Van lokalisiert worden war.
Nach der Veröffentlichung beglückwünschten Sayce u. a. Stanislas Guyard aus Paris, D. H. Müller aus Wien und Kerope Patkanov aus St. Petersburg und schickten ihm Verbesserungsvorschläge und Zusätze für Grammatik und Vokabular des Urartäischen oder Vannischen (Vannic). Diese verarbeitete Sayce in einem Beitrag, den er 1888 veröffentlichte.
William Wright hatte 1884 bei Boğazköy Hieroglyphen-Inschriften entdeckt, die in einer bisher unbekannter Schrift geschrieben waren und denen von Hamath in Syrien glichen. Sayce und William Wright identifizierten die Ruinen von Boğazköy mit Ḫattuša, der Hauptstadt des Hethiter-Reichs, das sich nach Wright vom Ägäischen Meer bis an die Ufer des Euphrats erstreckte.

## Die Royal Asiatic Society in London als Sammelstelle für Inschriften
Nach Sayces Veröffentlichung erhielt die Royal Asiatic Society in London Nachricht von allen neuen Schriftfunden. Schließlich wurde ein zweisprachiger Text (uraratäisch und assyrisch) in Kelischin (die Kelashin-Stele) entdeckt (heute Oschnavieh in der Provinz West Azerbaijan, südwestlich des Urmiasees im heutigen Iran) und in Topzawa. Der Text bestätigte die Entzifferung der urartäischen Sprache durch von Sayce mit kleineren Änderungen, es konnten wichtige Vokabeln hinzugefügt werden. Die Inschrift berichtet die Siegen des Herrschers Išpuini nach seiner Thronbesteigung 828 v. Chr. und erwähnt Titel und Namen assyrischer Herrscher.
Die Expedition der Kaiserlichen Archäologischen Gesellschaft von Moskau konnte eine große Anzahl von Inschriften zu der Liste beisteuern, die von Nikolay Mikhailovich Nikolsky (1877–1959) und Vladimir S. Golenischeff veröffentlicht wurden. Die größte Sammlung neuer Texte wurde von Waldemar Belck beigesteuert, der 1891 die Rusa-Stele entdeckte und 1898/99 mit Carl Ferdinand Friedrich Lehmann-Haupt Ausgrabungen in Toprakkale, dem Burgfelsen von Van, unternahm.
Siehe auch: Forschungsgeschichte von Urartu

## In Ägypten
Während seiner Aufenthalte in Ägypten in der Ausgrabungszeit im europäischen Winter mietete Sayce immer ein gut ausgestattetes Boot auf dem Nil, in dem er seine Bibliothek unterbrachte und Gäste auf eine Tasse Tee einladen konnte.
Eine Bauersfrau hatte in Tell el-Amarna Tontafeln mit Keilschrifttexten gefunden, die über einige Umwege 1887 vom Museum in Kairo gekauft wurden. Amarna war die von Echnaton neu erbaute Hauptstadt Achet-Aton, in der Flinders Petrie im Herbst 1892 die erste wissenschaftliche Ausgrabung auf dem Gelände von Armana für den Egypt Exploration Fund starten und weitere Tontafeln finden sollte. Sayce hatte nichts Eiligeres zu tun, als die im Boulaq Museum in Kairo (heute Ägyptisches Museum Kairo) hinterlegten „Amarna-Briefe“ zu studieren. Wie sich herausstellte, hatte der Pharaonenhof auf diesen keilschriftlichen Tontafeln mit seinen vorderasiatischen Verbündeten korrespondiert. Darunter befanden sich zwei Briefe aus einem „Königreich Cheta“, dem Hatti-Land mit akkadischen Texten. Sayce veröffentlichte 1888/89 in der Society of Biblical Archeology über seine Studien einen Bericht.
Sayce kannte die britischen Archäologen, die in Ägypten arbeiteten, wie z. B. Flinders Petrie, Somers Clarke, Joseph John Tylor und Frederick W. Green (1869–1949). Die beiden Letzteren hatten 1895–1897 in El-Kab Ausgrabungen gemacht. El-Kab liegt am rechten Nilufer, ca. 15 km nördlich von Edfu. Durch eine massive Lehmziegel-Stadtmauer, die ca. 520 m × 590 m misst, ist sie weithin in der Landschaft sichtbar. 1901–1902 nahm Sayce an den Ausgrabungen von Green und Somers Clarke teil. In den Felswänden ringsum gibt es eine große Begräbnisstätte (Nekropole) mit über 300 Felsengräbern und Mastabas (für die Reichen) aus der Zeit von Amenophis III., dem mächtigen Herrscher der 18. Dynastie. Mit dem Ägyptologen James Edward Quibell legte er in El-Kab Mastabas und Felsengräber frei.
Ferner spielte Sayce eine bedeutende Rolle bei den Ausgrabungen von Meroë, der alten Hauptstadt Äthiopiens. 1909 bis 1914 legte John Garstang (1876–1956) von der University of Liverpool die Stadt Meroë großflächig frei, dabei entdeckte er 1912 die von ihm sogenannten Königlichen Bäder. Meroë war die Hauptstadt des Königreiches von Kusch. Sie liegt im heutigen Sudan, etwa 220 Kilometer nördlich der modernen Metropole Khartum. Über diese Ausgrabung entstand ein Buch mit einer Einführung und einem Kapitel über die Entzifferung der Inschriften von Sayce sowie einem Kapitel über die Inschriften von Meroe von Francis Llewellyn Griffith (1862–1934) und Fotografien von Horst Schliephack.
Sayce war unverheiratet und starb am 4. Februar 1933 in Bath.

## Veröffentlichungen (Auswahl)
Seine zahlreichen Veröffentlichungen befassen sich mit den verschiedenen Völkern des alten Orients: Hethiter, Hebräer, Assyrer, Babylonier und Ägypter.

### Als Autor
- Assyrian Grammar, for Comparative Purposes. Trübner & Co., London 1872, (Digitalisat).
- Principles of Comparative Philology. Trübner & Co., London 1874, (Digitalisat).
- Babylonian Literature: Lectures delivered at the Royal Institution. Bagster & Sons, London 1877; Textarchiv – Internet Archive.
  - deutsch: Babylonische Literatur. Vorträge gehalten in der Royal Institution London. Schulze, Leipzig 1878, (Digitalisat).
- Introduction to the Science of Language. 2 Bände. Kegan Paul & Co., 1880 (Digitalisate: Band 1 – Band 2).
- The Monuments of the Hittites. In: Transactions of the Society of Biblical Archæology, Band 7, 1882, S. 248–293; Textarchiv – Internet Archive.
- An Introduction to the books of Ezra, Nehemiah, and Esther. The Religious Tractat Society, London 1885, (Digitalisat).
- Assyria. Its princes, priests, and people (= By-Paths of Bible Knowledge, Band 7, ZDB-ID 441480-9). The Religious Tractat Society, London 1885; Textarchiv – Internet Archive.
- Lectures on the origin and growth of religion as illustrated by the religion of the ancient Babylonians (= The Hibbert Lectures.[9] 1887, ZDB-ID 442930-8). William & Norgat, London u. a. 1887; Textarchiv – Internet Archive.
- The Hittites. The story of a forgotten empire. The Religious Tractat Society, London 1888 (= By-Paths of Bible Knowledge. Band 12); Digitalisat
- The Races of the Old Testament. The Religious Tractat Society, London 1891 (= By-Paths of Bible Knowledge, Band 16); hathitrust.org
- The “Higher Criticism” and the Verdict of the Monuments. Society for Promoting Christian knowledge, London u. a. 1894, (Digitalisat).
- Patriarchal Palestine. Society for Promoting Christian knowledge, London u. a. 1895, (Digitalisat).
- The Egypt of the Hebrews and Herodotos. Rivington, Percival & Co., London 1895.
- The Early History of the Hebrews. Rivingtons, London 1897, (Digitalisat).
- Babylonians and Assyrians. Life and customs. Scribner’s Sons, New York NY 1899 (= Series of Handbooks in Semitics. Band 6, ZDB-ID 1180998-X); Textarchiv – Internet Archive.
- Early Israel and the surrounding Nations. Service & Puton, London 1899, (Digitalisat).
- The religions of ancient Egypt and Babylonia. The Gifford Lectures on the ancient Egyptian and Babylonian Conception of the Divine delivered in Aberdeen. T. & T. Clarke, Edinburgh 1902.
- Archæology of the Cuneiform Inscriptions. Society of Promoting Christian knowledge, London 1907; Textarchiv – Internet Archive.
- Reminiscences. Macmillan & Co., London 1923 (Digitalisat; Autobiografie).

### Als Herausgeber
- The ancient empires of the east. Herodotos I–III. With notes, introductions and appendices. Macmillan and Co., London 1883, (Digitalisat).